# 哈尤溪
哈尤溪，是台灣高屏溪水系的一條二級支流，除源頭湖泊巴尤池（小鬼湖）位於臺東縣卑南鄉外，大部分位於屏東縣霧臺鄉境內。發源於中央山脈南段把里志山西南側的巴尤池（小鬼湖），向西流入屏東縣霧臺鄉後蜿蜒而行，滙集南側多條支流後轉北再轉西北，滙集北側大支流後轉西再轉西南，再滙集南側支流後，於大武村、阿禮村交界處注入隘寮北溪。
哈尤溪源頭巴尤池是原住民魯凱族兩大聖地之一，該溪中段有炫麗的彩色岩壁，近年來成為知名景點；為避免破壞生態環境，當大武部落成立哈尤溪服務團隊，每日限制200人進出，2020年公告劃入「屏東縣霧臺鄉阿禮、神山、大武部落自然人文生態景觀區」（遊客若未申請當地導覽解說人員陪同，不得進入自然人文生態景觀區），每日另開放400人由霧台鄉公所預約統一進出，未來將協同以每日500人為上限。